# لغرارسة (بني قرة)
لغرارسة هو دُوَّار يقع بجماعة بوعادل، إقليم تاونات، جهة فاس مكناس في المملكة المغربية. ينتمي الدوّار لمشيخة بني قرة التي تضم 10 دواوير. يقدر عدد سكانه بـ 570 نسمة حسب الإحصاء الرسمي للسكان والسكنى لسنة 2004.

## روابط خارجية
- البوابة الوطنية للجماعات الترابية نسخة محفوظة 12 مارس 2018 على موقع واي باك مشين.
- المندوبية السامية للتخطيط